# Балтийски флот (Русия)
Балтийският флот е оперативно-тактическа група на ВМФ на Русия на Балтийско море. Командващ флота е Константин Сиденко.

## Състав
Щабът на флота е в Калининград, а главните бази – в Балтийск, Калининградска област и Кронщат, област Санкт Петербург.
В състава си включва:
- дивизия надводни кораби
- бригада дизелови подводници
- съединение спомагателни и спасителни кораби
- 332-ра гвардейска бригада морска пехота
- ВВС на Балтийския флот (основно в Калининградска област)
- подразделения за специални операции на Балтийския флот (ОСн, ПДСС)
- подразделения за брегова отбрана на Балтийския флот (основно в Калининградска област)
- подразделения за техническа и специална поддръжка

## История
Флотът е създаден при Петър I през 1703 г. и получава бойното си кръщение в Северната война (1700 – 1721).
През Втората световна война отбранява Моонзунските острови, Талин и полуостров Ханко. Участва в отбраната на Ленинград (1941 – 1943) и поддържа настъплението на сухопътните войски в Прибалтика, Източна Прусия и Източна Померания през 1944 – 1945 г.
Награден е с ордена „Червено знаме“ през 1928 и 1956 г.